# Shijia
Shijia of Shi jia ('Erfelijke Geslachten') is de benaming voor de categorie binnen de officiële Chinese dynastieke geschiedenissen die de adellijke families beschrijft. De 'shijia' worden in de latere dynastieke geschiedenissen ook wel zaiji ('historische optekeningen') genoemd.
Shi betekent letterlijk generaties en jia betekent families. Met de term wordt eigenlijk een genealogisch register van adellijke families bedoeld. Slechts drie van de vierentwintig officiële standaardgeschiedenissen bevatten het onderdeel 'Shijia', namelijk de Shiji, de Jinshu, de officiële geschiedenis van de Jin-dynastie en de Xinwudaishi, over de geschiedenis van de Vijf Dynastieën. In de Jinshu wordt in het onderdeel 'Shijia' de geschiedenis van de Zestien Koninkrijken beschreven, in de Xinwudaishi die van de Tien Koninkrijken. In de overige standaardgeschiedenissen kan men gegevens over adellijke families vinden bij het onderdeel liezhuan (biografieën) of biao (chronologische tabellen).